# رقیه نایل
رقیه نایل (زاده ۱۳۵۷ ولسوالی لعل و سرجنگل ولایت غور) سیاستمدار افغانستان و نماینده مردم ولایت غور در دوره‌های پانزدهم و شانزدهم مجلس نمایندگان است. وی در مجلس شانزدهم نمایندگان افغانستان عضو کمیسیون مالی، بودجه، محاسبات عمومی و امور بانک‌ها می‌باشد.

## زندگی‌نامه
رقیه نایل زاده ۱۳۵۷ از ولسوالی لعل و سرجنگل ولایت غور می‌باشد. ایشان تحصیلات ابتدایی خود را در لیسه نرسنگ در کابل به پایان رسانید و دارای مدرک لیسانس روابط بین‌الملل می‌باشد. پس از آن در کلینیک حمایت از طفل و مادر در ولایت غور و در بخش حقوق بشر فعالیت کرده‌است.

## دیگر فعالیت‌ها
دیگر فعالیت‌های ایشان:
- عضو لویه جرگه اضطراری
- کارمند مؤسسه ام سی اچ.
- عضو انجمن دفاع از حقوق زنان.
- نماینده مردم غور در دوره پانزدهم مجلس نمایندگان افغانستان.